# Lumen Gentium
Lumen gentium (en català, llum dels pobles) és un dels principals documents del Concili Vaticà II i una de les dues constitucions dogmàtiques juntament amb la Dei Verbum. El text final fou promulgat el 21 de novembre del 1964 pel papa Pau VI després d'haver estat aprovada per l'assemblea de bisbes per 1.251 vots a favor i 5 en contra.